# Spyro the Dragon (игра)
Spyro the Dragon — видеоигра в жанре 3D-платформера, положившая начало одноимённой серии, разработанная Insomniac Games и изданная Sony Computer Entertainment в сентябре 1998 года на PlayStation.
Главный герой игры — молодой фиолетовый дракон по имени Спайро, которому помогает его друг, стрекоза Спаркс. По сюжету Гнасти Гнорк заточил драконов в кристаллы. Единственный, кому удалось избежать заклятия, оказывается Спайро, и тот отправляется в путь, чтобы сразить злодея и спасти своих соплеменников.
Разработка Spyro the Dragon началась в 1997 году. Музыку к игре сочинил Стюарт Коупленд, ударник группы The Police. В 2018 году игра была переиздана в составе Spyro Reignited Trilogy. Игра получила хорошие отзывы и стала бестселлером. Были выпущены два сиквела, Spyro 2: Ripto’s Rage! и Spyro: Year of the Dragon, которые были изданы на PlayStation в 1999 и 2000 годах соответственно.

## Игровой процесс

Спайро и его компаньон Спаркс на первом босс-уровне 'Toasty'.

Spyro the Dragon является 3D-платформером; игрок берёт под контроль одноимённого персонажа и отправляется в путешествие по регионам Драконьего мира с целью одержать победу над антагонистом Гнасти Гнорком, а также спасти своих товарищей-драконов и вернуть украденные сокровища. В игре есть шесть «домашних миров», каждый из которых служит узловым миром и содержит порталы на различные уровни. Перемещение в следующий мир осуществляется с помощью монгольфьера и становится доступным после того, как игрок соберёт определённое число предметов в текущем мире. Помимо обычных платформенных уровней, в каждом мире есть битва с боссом, а также спрятанный уровень, в котором игроку необходимо пролетать через определённые зоны и уничтожать объекты.
Уровни в Spyro the Dragon открыты и выстроены вокруг исследования мира, в процессе которого игрок должен находить различные собираемые предметы, необходимые для продвижения дальше по сюжету. На каждом уровне находятся несколько обращённых в кристаллические статуи драконов. Дотронувшись до такой статуи, Спайро освободит дракона, который даст игроку совет о том, как пройти дальше, а место, на котором стояла статуя, в дальнейшем послужит контрольной точкой. Другой пример собираемых предметов — украденные сокровища драконов, представленные в игре в виде драгоценных камней различного цвета. Камни могут быть спрятаны в различных местах, в том числе — внутри врагов, в разрушаемых коробках и в сундуках с сокровищами. Наконец, в мире есть яйца драконов, которые необходимо вернуть, догнав и победив вора. Игрок, собравший все возможные предметы в игре, получает доступ к дополнительному миру, который иначе недостижим.
У Спайро есть две атакующие способности, которые могут быть использованы как для атаки врагов, так и для разрушения определённых объектов: разбег, в результате которого Спайро устремляется вперёд и таранит головой всё на своём пути, и огненное дыхание. В разных ситуациях необходимо использовать разные типы атак: так, некоторые враги носят огнеупорную металлическую броню, которых можно победить только тараном, а большие враги могут быть побеждены только огнём, так как их невозможно сбить с ног. Спайро может использовать свои крылья для планирования в воздухе, что позволяет ему лететь дальше и добираться до мест, в которые невозможно попасть обычным прыжком. По ходу игры Спайро сопровождает его друг, жёлтая стрекоза Спаркс, защищающий Спайро от урона и служащий для отображения очков его здоровья. Текущий уровень здоровья Спаркса отображается через его цвет: если Спайро получит урон, например, подвергнувшись атаке врага или дотронувшись до воды, Спаркс изменит свой цвет, сначала с жёлтого на синий, а затем на зелёный. Получив урон ещё раз, Спаркс исчезнет, что сделает Спайро уязвимым — любое получение урона приведёт к его смерти. Спаркс восстановится после поглощения бабочек, которых можно найти после убийства миролюбивых созданий, таких как овец, встречаемых в большинстве уровней. Также Спаркс будет помогать Спайро, автоматически собирая драгоценные камни, мимо которых проходит дракон.

## Сюжет
Однажды в Королевстве Драконов разговор зашёл о Гнасти Гнорке (гнорк — наполовину гном, наполовину орк). Распространился слух о том, что Гнасти очень хорошо освоил магические приёмы и нашёл способ создавать из драгоценных камней живых воинов. Однако, во время одного из интервью, бравшегося у драконов из Мира Мастеров, Гнасти был буквально ни за что осыпан оскорблениями; его назвали «примитивным существом», которое «не представляет угрозы» для Драконьего Королевства, и к тому же «уродливым». Поскольку Гнасти смотрел интервью в прямом эфире, он очень оскорбился, в ярости заточил своим заклинанием всех драконов в кристаллы и отправил отряды своих гнорков на завоевание. Однако Спайро заклинание не коснулось, так как он был мал по сравнению с остальными драконами. С помощью его компаньона-стрекозы по имени Спаркс, Спайро поклялся спасти остальных драконов и разделаться с Гнасти Гнорком раз и навсегда.

## Разработка
Разработка игры началась в 1997 году, через год после выхода игр Disruptor и Crash Bandicoot. В то время как Disruptor, предыдущую игру Insomniac, приняли тепло, она не была успешной в финансовом отношении. Тем не менее, результат побудил команду взяться за следующую игру. Марк Черни, исполнительный директор Universal Interactive Studios, посоветовал команде создать игру с ориентацией на большую аудиторию. Художник Крейг Ститт предложил Insomniac использовать дракона, а Алекс Гастингс разработал 3D-панорамный движок, впервые использовавший механизм уровней детализации на PlayStation. Во время разработки игры Спайро изначально был зелёного цвета, но в итоге разработчики решили что это плохая идея, поскольку он будет сливаться с травой, и сделали его фиолетовым. У игры было несколько демоверсий, у которых было немного различий, кроме музыки и некоторых заблокированных областей. В интервью Тед Прайс заявил что они передали разработку серии другой компании после выпуска игры Spyro: Year of the Dragon, поскольку действия персонажа были ограничены из-за того что он не мог ничего держать в руках.

### Музыка
Саундтрек к игре написал Стюарт Коупленд, ударник группы The Police. В интервью Стюарт Коупленд рассказал, что процесс написания музыки к серии игр про Спайро всегда начинался с первоначального прохождения уровней игры, пытаясь поймать чувство «атмосферы» каждого уровня. Коупленд отметил сложность написания музыки для игр, что нужно создать музыку которая была бы и интересна, и дополняла геймплей; его подход в итоге состоял в том, чтобы использовать сложные гармоники и басовые линии, чтобы в итоге музыка казалась «свежей» для игроков даже после многократного прослушивания. Он похвалил использование компакт-дисков консолью PlayStation, которые позволили ему не ограничивать себя технически.

### Переиздание
Игра была переиздана в 2012 году PlayStation Store в Северной Америке и Европе совместно с играми Spyro 2: Ripto's Rage! и Spyro: Year of the Dragon. В феврале 2018 года возникли слухи о том, что Vicarious Visions, которая до этого разработала переиздание серии Crash Bandicoot под названием N.Sane Trilogy, разрабатывает ремейк трилогии Spyro the Dragon, который будет издан временным эксклюзивом в третьем квартале 2018 года на Playstation 4. 5 апреля 2018 года был официально анонсировано переиздание серии Spyro под названием Reignited Trilogy, разрабатываемое компанией Toys For Bob, и включающее в себя ремейки игр Spyro the Dragon, Spyro 2: Ripto’s Rage! и Spyro: Year of the Dragon.

## Восприятие

### Отзывы критиков
| Сводный рейтинг       | Сводный рейтинг |
| Агрегатор             | Оценка          |
| --------------------- | --------------- |
| GameRankings          | 85,44 %         |
| Иноязычные издания    |                 |
| Издание               | Оценка          |
| Edge                  | 7/10            |
| GameSpot              | 8,3/10          |
| IGN                   | 9/10            |
| PlayStation Power     | 82 %            |
| Русскоязычные издания |                 |
| Издание               | Оценка          |
| «Страна игр»          | 7/10            |

Spyro the Dragon получил положительные отзывы от критиков и среднюю оценку в 85 % на GameRankings, основываясь на восемнадцати обзорах. Критики хвалили графику игры и её высокую реиграбельность.
Обозреватель Edge счёл игру лучшим трёхмерным платформером для приставки PlayStation, но раскритиковал ограниченные способности Спайро, и что игра уступает по разнообразию Super Mario 64. GameSpot описал графику игры как очень хорошую для своего времени, и что игра одна из первых хорошо воспринятых трёхмерных платформеров для оригинальной PlayStation. Крэйг Харрис из IGN, с похожими комментариями, отметил что «игра использует аппаратное обеспечение PlayStation по максимуму, и нет очевидных полигональных багов», и сказал, что единственная проблема заключается в том, что камера не всегда следует за игроком корректно.
Борис Романов из «Страны игр» поставил игре 7 баллов из 10, отметив, что это «самая красивая детская игра на PlayStation, которую портит отсутствие глубины и разнообразия». Рецензент сравнил игру с Super Mario 64, выразив мнение, что «разработчики перенесли в Spyro все основные принципы классики от Nintendo, прикрыв их новой формой», и заключил, что «поиграть владельцам PlayStation стоит, пусть и всего лишь один раз».

### Продажи
По данным разработчиков, изначально продажи игры были незначительными, однако быстро начали расти в сезон праздников. На фестивале 1999 Milia в Каннах игре был присвоен «золотой» статус за прибыль свыше 20 миллионов евро на территории Европейского союза за предыдущий год. В конце августа 1999 года игра также получила «золотой» статус по данным Verband der Unterhaltungssoftware Deutschland (VUD), за продажу более 100 000 копий на территории Германии, Австрии и Швейцарии. По данным на декабрь 1999 года, было продано свыше одного миллиона копий на территории Северной Америки. По состоянию на 2007 год, суммарное число продаж достигло 5 миллионов копий.

### Наследие
Популярность Spyro the Dragon позволила превратить Спайро в маскота платформы PlayStation наряду с Крэшем Бандикутом. Игра также положила начало крупной одноимённой серии, две игры которой — Spyro 2: Ripto’s Rage! и Spyro: Year of the Dragon — были выпущены в качестве сиквелов на ту же платформу PlayStation. По состоянию на 2000 год, игры серии продались тиражом более 3,2 миллиона копий в США и более 4 миллионов копий по всему миру.